# Општина Чамурлија де Жос (Тулћа)
Чамурлија де Жос (рум. Ceamurlia de Jos) општина је у Румунији у округу Тулћа.
Oпштина се налази на надморској висини од 7 m.